# Tubala
Tubala is een plaats in de Estlandse gemeente Hiiumaa, provincie Hiiumaa. De plaats heeft de status van dorp (Estisch: küla).
De plaats behoorde tot in oktober 2017 tot de gemeente Pühalepa. In die maand ging Pühalepa op in de fusiegemeente Hiiumaa.

## Bevolking
Het dorp had 79 inwoners op 31 december 2011 en 61 inwoners op 31 december 2021.

## Ligging
Tubala ligt zes kilometer ten zuiden van Kärdla, de hoofdstad van Hiiumaa. Een deel van het dorp ligt in het natuurreservaat Pihla-Kaibaldi looduskaitseala (38,2 km²).
Door het dorp stroomt de rivier Nuutri. De Tugimaantee 81, de secundaire weg van Kärdla naar Käina, komt ook door Tubala.

## Bezienswaardigheden
Tubala heeft een standerdmolen, de Tubala tuulik, die gebouwd is in 1886.
De bekendste bezienswaardigheid van Tubala is de ‘paal van Tubala’ (Estisch: Tubala vai). Volgens een oude legende zat het eiland Hiiumaa bij Tubala met een paal verankerd in de zeebodem om te voorkomen dat het wegdreef. Op 28 juli 2003 richtte het Kõpu Vuurtorenfonds (Kõpu majaka fond) in Tubala een paal op. Het fonds, dat het culturele leven op Hiiumaa wil stimuleren met als centraal punt de vuurtoren van Kõpu, eert zijn donateurs met een spijker in deze paal, waarin de naam van de donateur staat gegraveerd. Elk jaar op 28 juli komen er een paar spijkers bij.
In de buurt van de paal ligt een zwerfsteen met de afmetingen 6,8 × 4,7 × 3,6 meter. De omtrek van deze Tubala rändrahn bedraagt 20 meter.

## Geschiedenis
Tubala werd in 1564 voor het eerst genoemd als Twbbesälke by (by is Zweeds voor ‘dorp’). In 1688 werd het dorp genoemd als Tubasellieby, in 1798 als Tubbaselja en in 1923 als Tubala. Het dorp lag op het landgoed Großenhof (Suuremõisa).
Tussen 1977 en 1997 vielen de dorpen Kärdla-Nõmme, Pilpaküla en Prählamäe en een deel van het dorp Linnumäe onder Tubala. Tareste werd pas in 1997 als apart dorp van Tubala afgesplitst, terwijl Määvli tussen 1940 en 1997 bij Tubala hoorde.

## Foto's

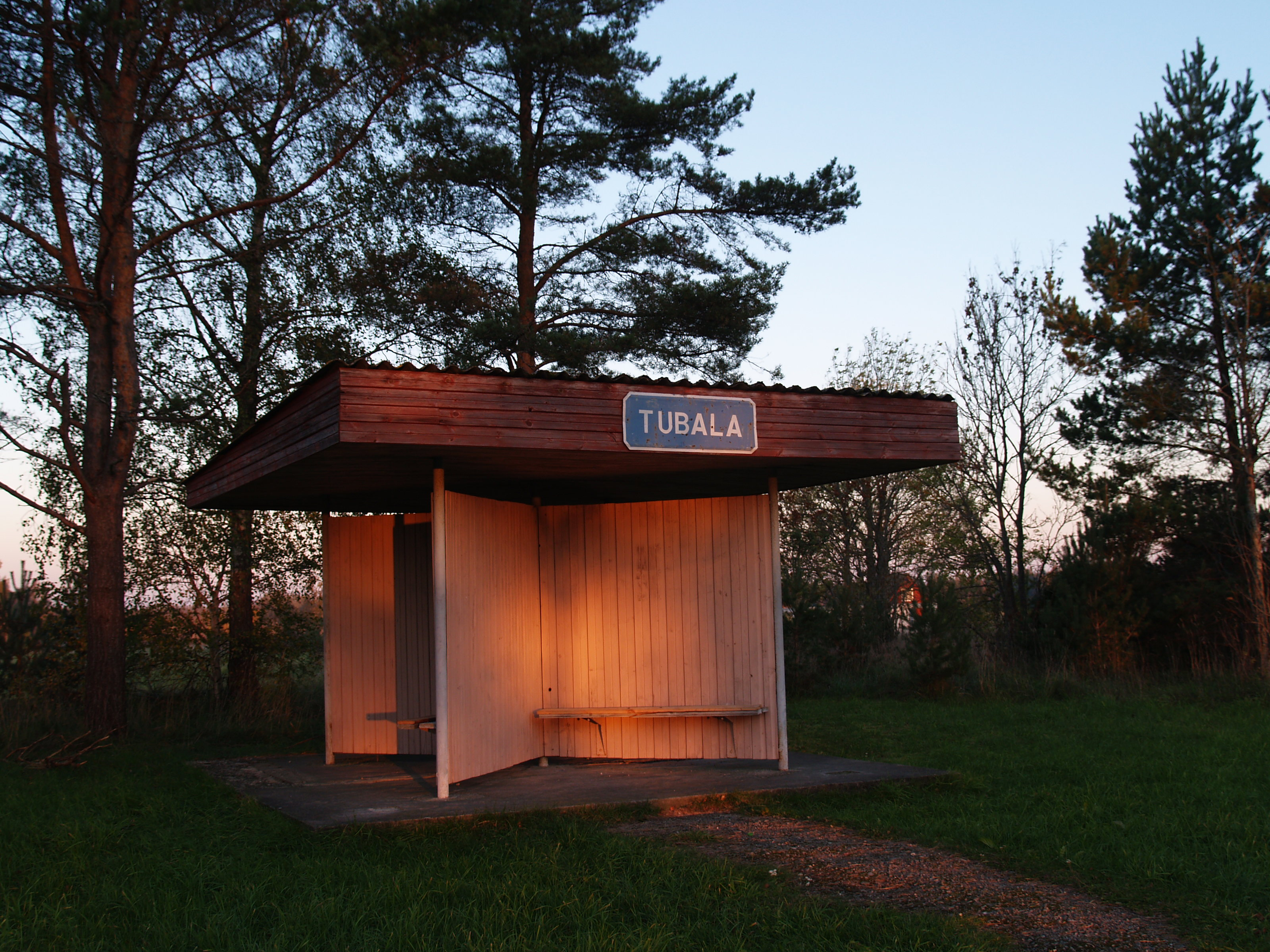
Bushokje
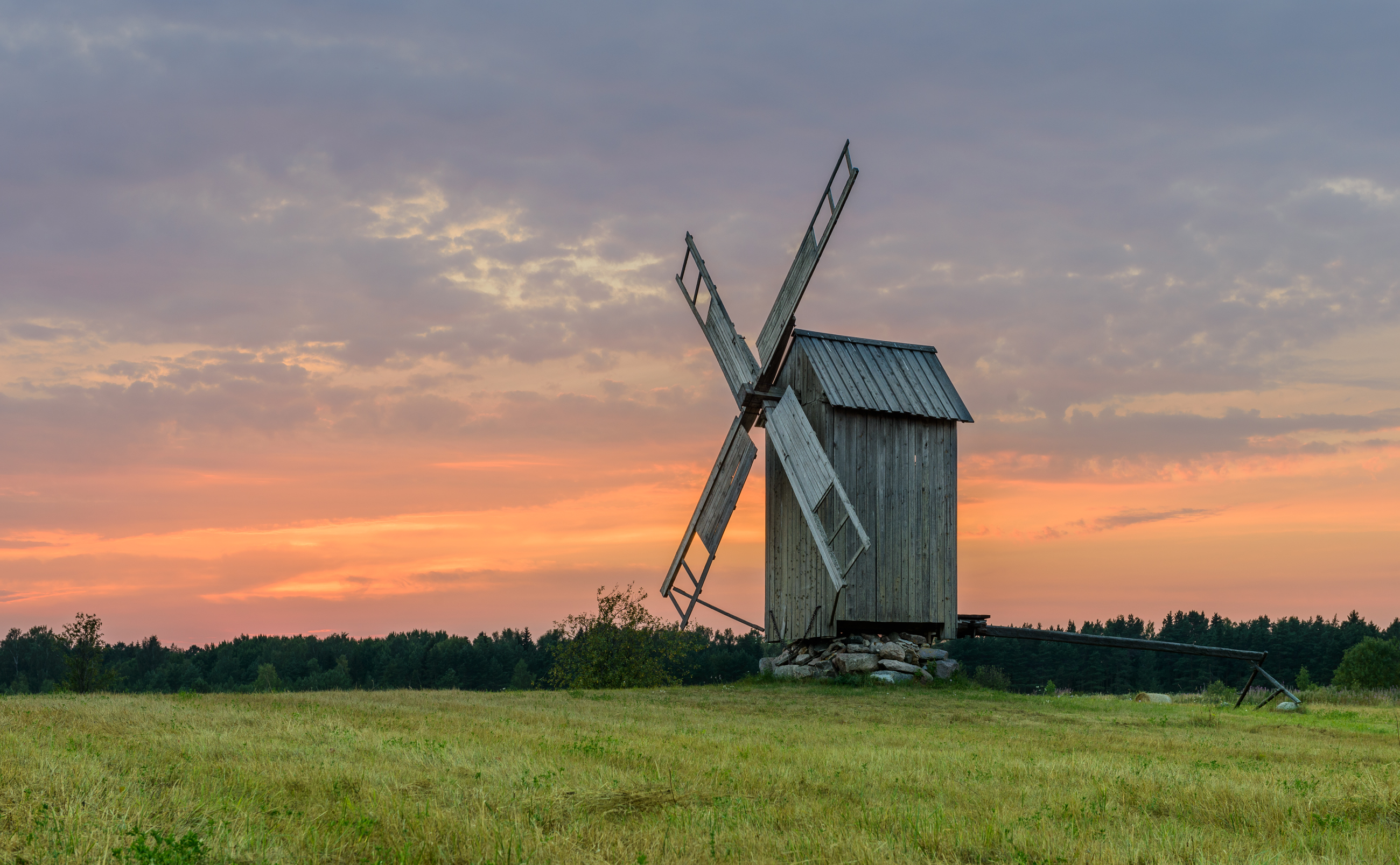
De molen van Tubala in 2014
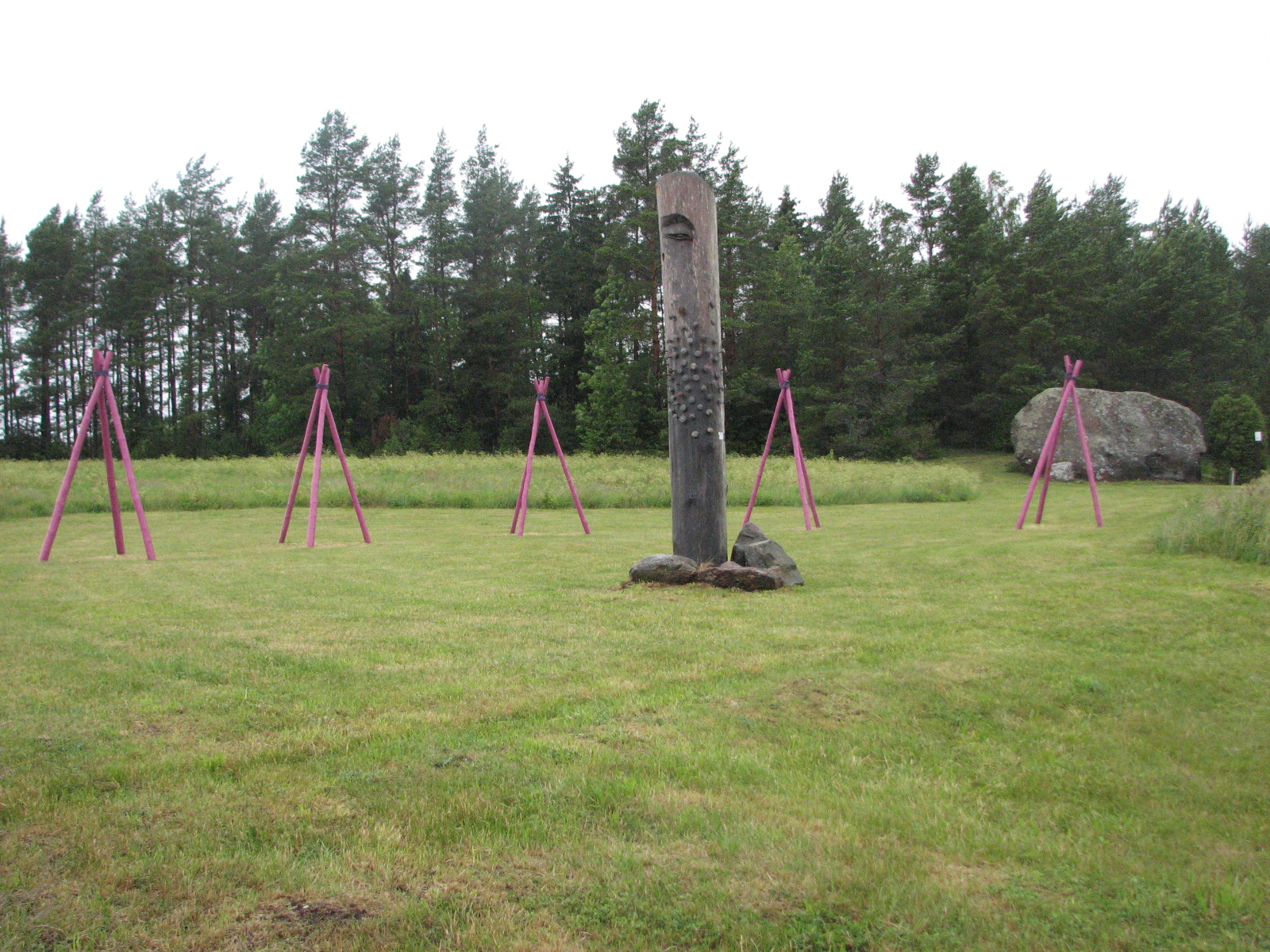
De paal van Tubala met op de achtergrond de zwerfsteen
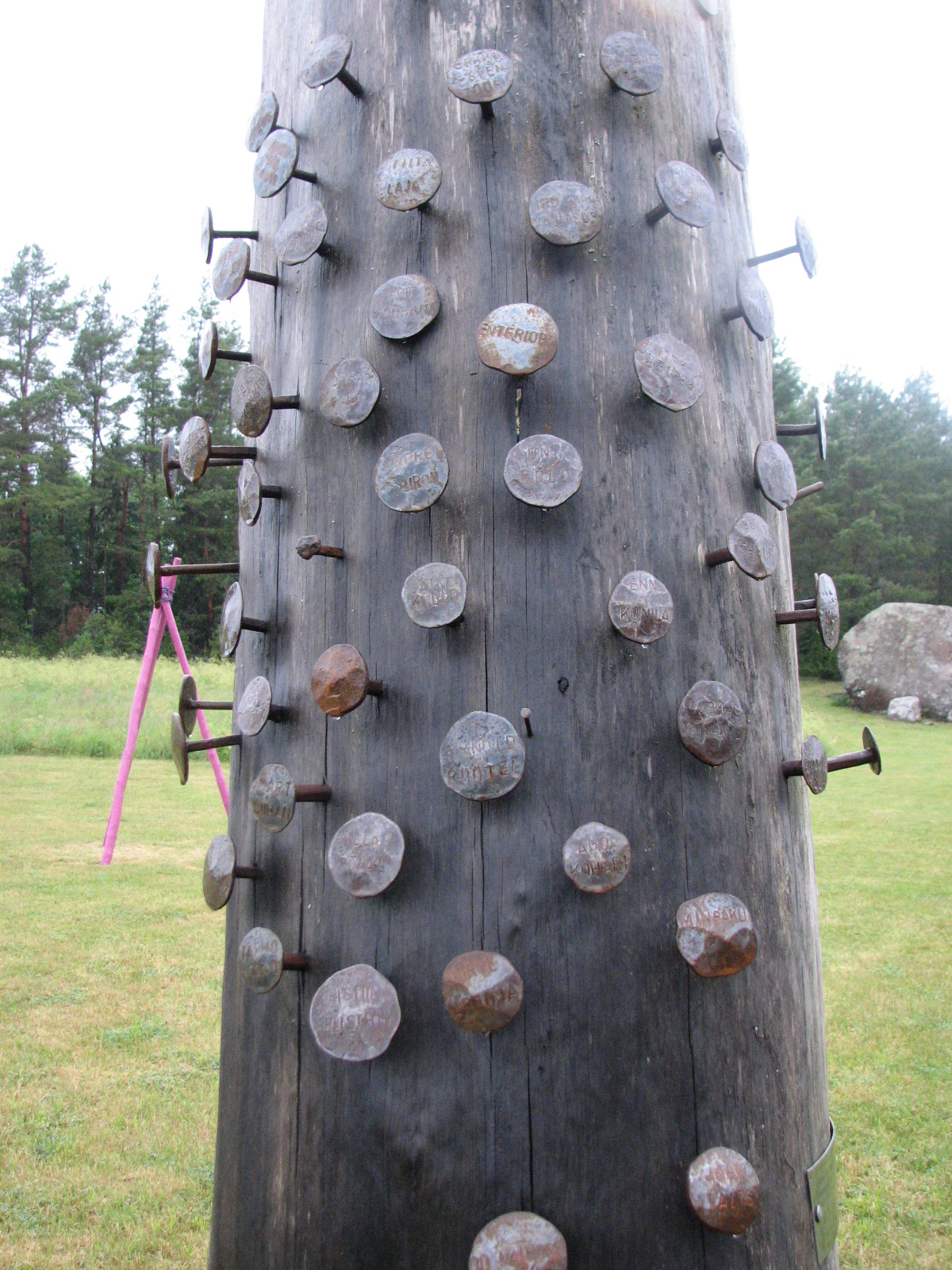
De spijkers in de paal
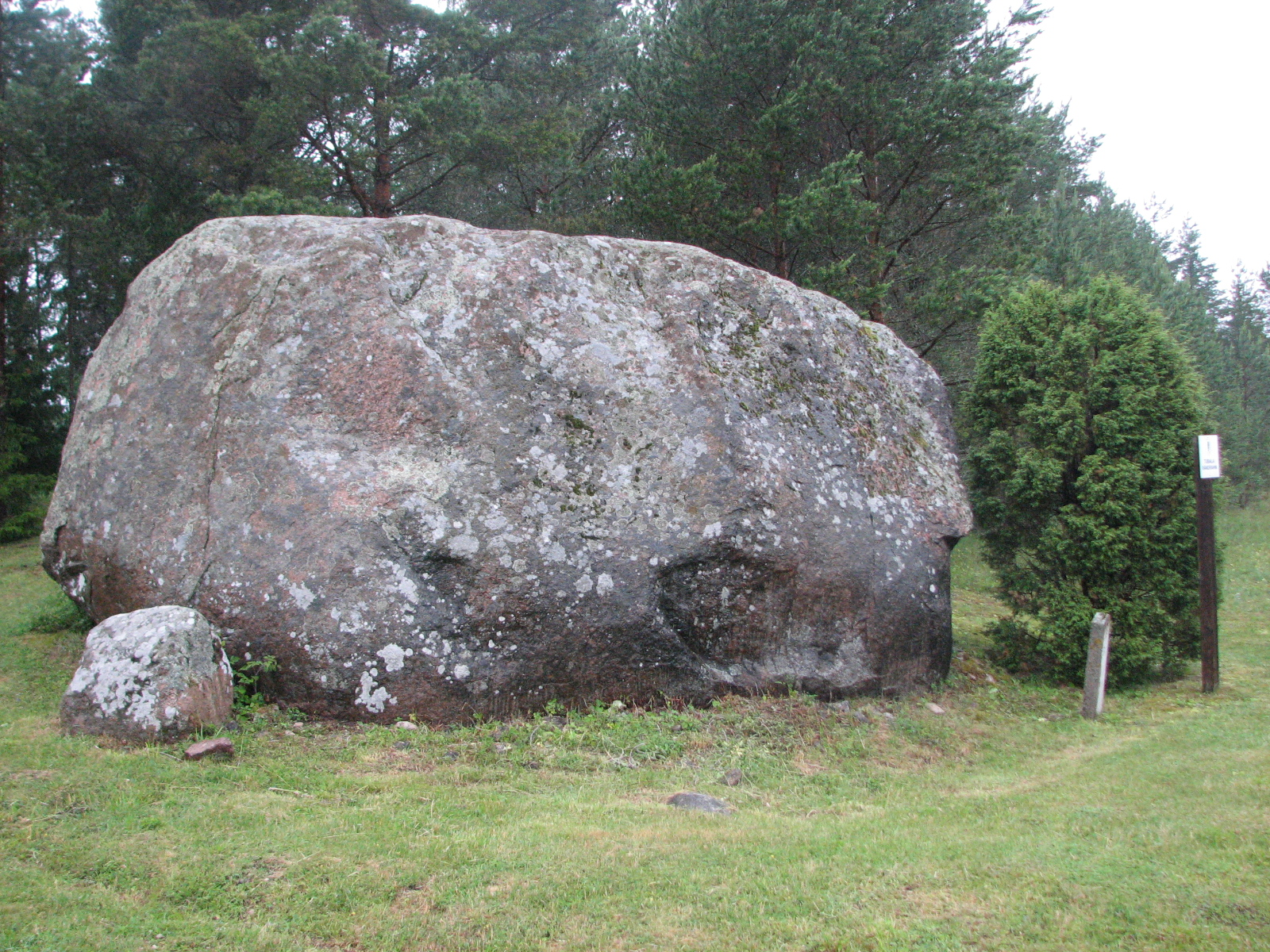
De zwerfsteen